# Kuo Ťing-ťing
Kuo Ťing-ťing (čínsky: 郭晶晶, pinyin: Guo Jingjing; * 15. října 1981, Pao-ting) je čínská skokanka do vody specializující se na skoky z třímetrového prkna.
Získala šest olympijských medailí, z toho čtyři zlaté a dvě stříbrné. Dvě zlaté získala za sólový skok (Atény 2004, Peking 2008) a dvě za synchronizovaný skok dvojic (rovněž 2004 a 2008). Stříbra má ze Sydney 2000. Krom toho je desetinásobnou mistryní světa, díky čemuž má nejvíce zlatých medailí z velkých akcí v historii svého sportu.